# Arnö
Arnö – miejscowość (tätort) w Szwecji, w regionie administracyjnym (län) Södermanland (gmina Nyköping).
W 2015 roku Arnö liczyło 4124 mieszkańców.

## Położenie
Położona ok. 2 km na południe od Nyköping w prowincji historycznej (landskap) Södermanland (Sankt Nicolai socken). Przez Arnö przebiega droga kajowa nr 53 (Riksväg 53; Oxelösund – Nyköping – Eskilstuna) oraz linia kolejowa do Oxelösundu. 

## Demografia
Liczba ludności tätortu Arnö w latach 1980–2015: